# Diaporthe adunca
Diaporthe adunca is een schimmel in de familie Diaporthaceae. Hij leeft saprotroof op stengels van kruidachtige planten.

## Verspreiding
In Nederland komt het uiterst zeldzaam voor.